# Вршачко виногорје
Вршачко виногорје се налази на брдовитим теренима око Вршца, на крајњим обронцима Карпата. Оно представља један од највећих виноградарских региона у Србији. У близини је водених токова и Делиблатске пешчаре познате и као европска Сахара.

## Географија
Поред Гудурице се налази један од најстаријих винограда у Србији. Вршачки предео налази се на 45° северне географске ширине који је идеалан за гајење неких сорти лозе. У погледу виноградарске рејонизације, Вршачко виногорје (Заштићено природно добро Србије - Предео изузетних одлика) се налази у оквиру Банатског рејона и Јужнобанатског виноградарског подрејона. Виногради се простиру дуж јужне и северне стране брда на надморској висини од 90 – 200 m, и осим Вршачког атара, обухвата и атаре околних насеља на подручју Вршачких планина: Марковац, Гудурица, Велико Средиште, Сочица, Месић, Јабланка, Куштиљ и Павлиш. Виногорје не обухвата шумски појас, односно врхове и више падине Вршачког брега.
Вршачко виногорје чине „Вршачки виногради“ који располажу са преко 1.700 хектара винограда, док у целом региону има око 2.100 хектара. Од аутохтоних и старих сорти овде се још гаје жупљанка, смедеревка, шалса, бела, креаца (банатски ризлинг) који представља понос вршачких винограда. Узгаја се 13 сорти грожђа, од којих Италијански Ризлинг прекрива 50% површине. Земљишта су типа смоница, гајњача, делувијална земљишта са живим песком. Клима у Вршачком виногорју је умерено-континентална, са довољно падавина и израженим годишњим добима што одговара развоју винове лозе. Годишњи просек температуре је 12 °C. На овом подручју ветрови дувају из разних праваца, а најчешћи, уједно и најјачи је југоисточни ветар – кошава. Ваздушна струјања чине седам ветрова из различитих праваца који дувају 271 дан у години.

## Историја
Из записа турског путописца Евлије Челебије сазнаје се да су падине вршачког брега засађене виновом лозом која даје слатко и укусно грожђе. У Банату вино напредује за време велике колонизације  под владавином Марије Терезије (1740-1780). На почетку пута за манастир Месић налази се велики подрум „Хелвеција“ који је 1880. саградио и опремио швајцарски трговац вином Бернхард Штауб. У Гудурици се налази и један од највећих винских подрума у Европи, саграђен 1967. године у облику слова “Y”, као симбол Југославије (Yugoslavia), са капацитетом од 34 милиона литара. Колико је виноградарство значајно за овај град, сведоче чињенице да је винова лоза у грбу града од 1804. Крајем 19. века у Вршцу је било више од 10.000 хектара винограда. То је било највеће виногорје у Угарској, по тврдњама неких статиситичара. Протеривањем Турака и досељавањем Немаца из Рајнске области виноградарство остаје главна привредна грана у Гудурици, оближњем селу. После Другог светског рата уместо протераних Немаца у село се насељавају Словенци, Македонци, па колонисти из Босне, Лике, Баније, Кордуна.
Вршачко виногорје спада у старија виноградарска подручја на простору Европе. Почеци виноградарства датирају још из времена Дачана и римске владавине овим крајем. 1875. године забележена је рекордна берба, када је произведено 56 милиона литара вина.

## Вински туризам
Вински туризам је веома добро развијен у Вршцу. Вршачки виногради производе широк астортиман врхунских вина, као и вина старих аутохтоних сорти. Подрум Вршачких винограда је грађевинско-архитектонска атракција, капацитета 3.400 вагона вина, грађен од 1964. до 1967. године. Један је од три највећа подрума у Европи смештен под једним кровом.
Најпознатија винарија јесте „Винарија Драшковић“. Међу чокотима Вршачког виногорја, на сусрету падина Вршачког брега и непрегледне равнице Баната, створена је Винарија Драшковић. На темељима традиције и виноградарске културе поднебља, уз савремену технологију пропраћену знањем виноградара и винара, исписују се нове странице историје Вршачког виногорја.